# Slibemiddel
Slibemidler bruges til efterbehandling af træ-, metal- og andre overflader efter brugen af skærende redskaber; det kan være sandpapir og smergellærred i forskellige finheder. Hvis overfladen skal gøres endnu glattere, kan man viderebehandle med polérmidler (pasta, voks).

## Slibe- og polermidler
- Sandpapir (til træ m.m.)
- Smergellærred (til metal m.m.)
- Polercreme
- Wienerkalk (en spritvædet klud dyppes i wienerkalk; der må ikke bruges vand)

Når først der har været brugt sandpapir, må der ikke igen bruges høvl, fordi sandskornene nu sidder i træets overflade og vil gøre høvlen sløv.

## Slibepapirets finhed
Finheden eller kornetheden angives med tal, f.eks. 40, 60, 80, 100, 120, 180, 240, 400, 600, 1000, der angiver antallet af tråde i den sigte der anvendes til sortering af kornene. Kornetheden under 100 er meget grov, og i den anden ende af skalaen ligger de fine korn. Man starter med et groft slibepapir, f.eks. korn 100, og slutter med fint, til en given slibning af træ måske korn 240.
Kornene kan være finmalet flintesten eller korund. Smergel er et naturligt forekommende metaloxid.

## Slibeværktøj
- Rystepudser
- Båndpudser
- Trekantsliber
- Excentersliber